# Жидова (річка)
Жидова — річка в Україні, у Бахмутському районі Донецької області. Ліва притока Вискривки (басейн Дону).

## Опис
Довжина річки приблизно 11,84 км, найкоротша відстань між витоком і гирлом — 10,07  км, коефіцієнт звивистості річки — 1,18 . Річка формується 3 безіменними струмками та 8 загатами.

## Розташування
Бере початок на північному сході від села Криничне. Тече переважно на північний захід понад Мідною Рудою, Клинове і біля села Покровського впадає у річку Вискривку, праву притоку Горілого Пня.
Населені пункти вздовж берегової смуги: Вискрива, Пилипчатине.
Біля гирла річки пролягає автошлях Н32.